# یورگن هانسن (بازیکن فوتبال)
یورگن هانسن (دانمارکی: Jørgen Hansen; ۲۴ دسامبر ۱۹۳۱ – ۳۰ آوریل ۱۹۸۶) بازیکن فوتبال اهل دانمارک بود.
وی همچنین در تیم ملی فوتبال دانمارک بازی کرده‌است.